# カペリート
『カペリート』（Capelito）は、スペイン出身のロドルフォ・パストール（スペイン語: Rodolfo Pastor）によって1999年に製作された、クレイアニメ作品とその主人公の名前。
スペインでの放送は、1999年から2006年。日本ではNHK教育テレビ（現：NHK Eテレ）にて2001年4月から2009年3月まで放送。それ以降は再放送（2009年4月 - 2015年3月）。

## 概要
キノコの不思議な日常を描いたもの。第1シーズンはNHKインターナショナル・フランス5との共同制作である。
日本では、第1話 - 第26話をミニアニメとしてNHK教育テレビジョンで放送。第27話以降は『カペリート2』としてCSのカートゥーン ネットワークにて放送された。

## 登場人物
カペリート
森に住む、主人公のしめじ。悪い魔女によってワニに変えられていた女王を助けたお礼として、押すことで頭のカサを色々なものに変えることができる魔法の鼻をもらった（鼻は押すとクラクションのような音を出す）。一軒家で一人暮らしである。また、好きな色は赤色。

## サブタイトル

### NHK放送分
- 第1話「カペリートのまほう」
- 第2話「カペリートの作家」
- 第3話「カペリートの人形劇」
- 第4話「カペリートの映画監督」
- 第5話「カペリートの笛」
- 第6話「カペリートの手品」
- 第7話「カペリートのくしゃみ」
- 第8話「カペリートのかかし」
- 第9話「カペリートのもけいヒコーキ」
- 第10話「カペリートの夢」
- 第11話「カペリートのお絵かき」
- 第12話「カペリートの卵」
- 第13話「カペリートのはちみつ」
- 第14話「カペリートのパイロット」
- 第15話「カペリートのラブソング」
- 第16話「カペリートの海賊」
- 第17話「カペリートの人魚姫」
- 第18話「カペリートのオペラ歌手」
- 第19話「カペリートのダンス」
- 第20話「カペリートの釣り」
- 第21話「カペリートのヘアスタイル」
- 第22話「カペリートのアイスクリーム」
- 第23話「カペリートの彫刻家」
- 第24話「カペリートの発明家」
- 第25話「カペリートのお花畑」
- 第26話「カペリートのフライパン」

### カートゥーン ネットワーク放送分（カペリート2）
- 第27話「カペリートのハエ叩き」
- 第28話「カペリートの解放者」
- 第29話「カペリートの魚釣り」
- 第30話「カペリートの陶芸家」
- 第31話「カペリートの透明人間」
- 第32話「カペリートのメリーゴーランド」
- 第33話「カペリートの糸より機」
- 第34話「カペリートの犬」
- 第35話「カペリートのノミ」
- 第36話「カペリートのツボ」
- 第37話「カペリートの侵入者」
- 第38話「カペリートの妊婦」
- 第39話「カペリートの探検家」
- 第40話「カペリートのキツネ」
- 第41話「カペリートの蚊」
- 第42話「カペリートの風邪薬」
- 第43話「カペリートの編み物」
- 第44話「カペリートのニワトリ」
- 第45話「カペリートの鏡」
- 第46話「カペリートの羊飼い」
- 第47話「カペリートの樹」
- 第48話「カペリートの魔法の薬」
- 第49話「カペリートの大巨人」
- 第50話「カペリートのアニメ作家」
- 第51話「カペリートの赤ちゃん」
- 第52話（最終話）「カペリートの帽子」

## 受賞
- テレビスペシャル賞（1999年）
- アネシーアニメーションフェスティバルベスト企画賞（1999年フランス）
- 国連賞（2000年スペイン）
- イラン、エジプト、ブラジル、オーストラリア、ドイツ、ロシアなどの各国で14の賞を受賞